# Thomas Dale (Mediziner, 1749)
Thomas Dale (auch Thomas Simons Dale, * 1749 in Charleston, South Carolina; † 21. Februar 1816 in London) war ein britischer Arzt.

## Leben und Wirken
Dale ist ein Sohn seines gleichnamigen Vaters Thomas Dale (1700–1750) und dessen vierter Frau Hannah (geb. Simons). Nach dem Tod seines Vaters wuchs er in der Obhut seines Großvaters, dem in Hoxton ansässigen Londoner Apotheker Francis Dale, auf. Dale begann seine schulische Ausbildung am 10. Februar 1757 an der St Paul’s School in London. Seine achtjährige Lehre beim Londoner Apotheker Joseph Partington begann er am 7. Juni 1763. Sie endete am 2. Juli 1771 mit der Aufnahme in die Worshipful Society of Apothecaries.
Dale begann ein Studium an der University of Edinburgh, wo er am 12. Juni 1775 mit einer Dissertation über Erysipel (De Erysipelas) den Titel eines Doktors der Medizin (MD) erwarb. Am 26. Juni 1786 wurde Dale Lizenziat des Royal College of Physicians. Anschließend praktizierte er in der City of London und arbeitete als Arzt für die London Association for Assurances on Lives. Von 1806 an war Dale beratender Arzt der Londoner Stadtapotheke.
1788 gehörte Dale zu den acht Gründungsmitgliedern des von David Williams (1738–1816) initiierten Royal Literary Fund. Von 1790 bis zu seinem Tod war er Registrar dieser Gesellschaft.
Dale starb in seinem Haus am Devonshire Square, Bishopsgate, Er wurde auf dem Friedhof Bunhill Fields bestattet.